# The Aristocrats (gruppo musicale)
I The Aristocrats sono un gruppo musicale rock progressivo/fusion formatosi nel 2011 a Los Angeles in occasione del LA Winter NAMM Show. La formazione è composta dal chitarrista britannico Guthrie Govan, dal batterista tedesco Marco Minnemann e dal bassista statunitense Bryan Beller.
Nel 2016 hanno preso parte al tour G3, assieme a Joe Satriani e Steve Vai.

## Formazione
- Guthrie Govan – chitarra
- Bryan Beller – basso
- Marco Minnemann – batteria

## Discografia

### Album in studio
- 2011 – The Aristocrats
- 2013 – Culture Clash
- 2015 – Tres caballeros
- 2019 – You Know What...?
- 2024 - Duck

### Album dal vivo
- 2012 – Boing, We'll Do It Live!
- 2015 – Culture Clash Live!
- 2015 – Secret Show: Live in Osaka